# ناجي بن قملا
ناجي بن علي بن قملا الدهمي البكيلي كان أحد أنصار الدولة السعودية الأولى ودعوة الشيخ محمد بن عبد الوهاب في حضرموت، وزعيم قبيلة دهم في بلاد الجوف في اليمن.
احفاده :
قبيلة ال سيف ال حزم 

## نبذة
قاد ناجي ومنصر أبناء قملا حملات الدولة السعودية الأولى في حضرموت، بعد تأثرهم بدعوة الشيخ محمد بن عبد الوهاب، وكان ذالك في عهد الإمام سعود بن عبد العزيز، فقد وصلت الدعوة السلفية من نجد إلى حضرموت رسمياً بوصول جيش الدولة السعودية الأولى والذي يقوده ناجي بن قملا وكان ذلك في سنة 1224هـ/1809م، فاستولوا على الكسور، وفيها حورة وهينن وحواليهما، وصَالَحَ ناجي بن قملا قبائل يافع ونهد والشنفرية، وهدم القباب المبنية على القبور من دوعن غرباً إلى قبر هود شرقاً، ولم يكن التأثير مقتصراً على هدم القباب فقط، بل وصل إلى إقناع القبائل وجماعات من أبناء حضرموت بدعوة الشيخ محمد بن عبد الوهاب، ومن تلك القبائل قبيلة «آل علي جابر» ببلد خشامر وما حولها في منطقة العقّاد بين القطن وشبام، وحتى بعض رجال السادة العلويين تابعوهم على ذلك، كما ذكر ابن عبيد الله في «إدام القوت» وهو يتكلم عن السلطان عبد الله عوض غرامة، وقال يصفه: (وكان ينكر بطبعه غلو القبوريين، فوافقته آراء الوهابية، وأكثر التعلق بوحيد عصره وفريد دهره مقدم الجماعة، وشيخ الصناعة والذي انتهت إليه رياسة العلم بتريم، العلامة الجليل السيد أبي بكر بن عبد الله الهندوان، المتوفي في تريم عام 1248هـ، وقد اتهمه العلويون بأنه هو الذي يعلم عبد الله عوض غرامة آراء الوهابية، ويحثه على الالتزام بها، ومؤاخذة الناس بمقتضاها، فتآمروا على قتاله، فهرب إلى بيت جبير، ولم يقدر عبد الله غرامة على حمايته بتريم؛ لأن غرامة لا يملكها كلها، وفي أيامه كان وصول (الوهابية) إلى تريم سنة 1224هـ، بقيادة الأمير ناجي بن علي بن قملا، فطوى بهم حضرموت، ولم يفسد حرثاً، ولا أهلك نسلاً، وإنما هدم القباب، وسوى القبور المشرفة، وألقى القبض على المناصب، وأهانهم، وأتلف قليلاً من الكتب.